# Exploitation aurifère au Mali

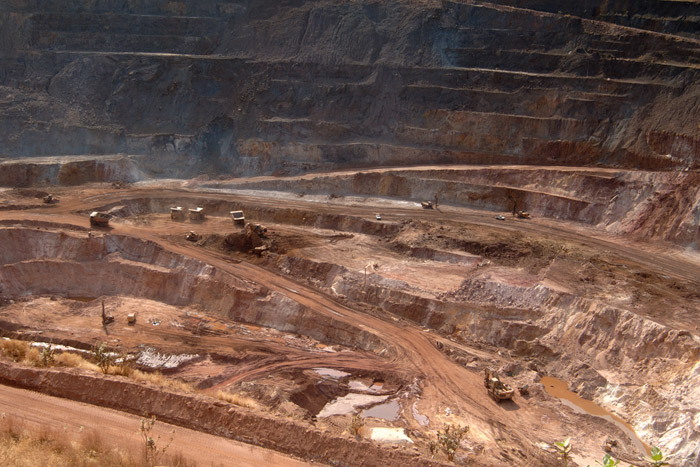
La mine de Yatela.

L'exploitation aurifère au Mali remonte au moins du XIVe siècle et constitue aujourd'hui une des principales ressources du pays, représentant en 2018 plus d'un million d'emplois, 7 % du PIB, un quart du budget de l'État et les trois quarts des exportations.
Le Mali en 2019 produit 65 tonnes d'or par an, ce qui en fait le troisième producteur d'or africain derrière l'Afrique du Sud et le Ghana.

## Histoire

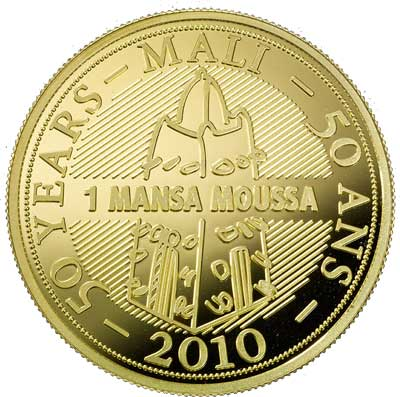
PIèce d'or malienne commémorant le souverain médiéval Mansa Moussa.

Au XIVe siècle, une partie de la renommée et du pouvoir de Mansa Moussa, empereur du Mali de 1312 à 1332 (ou 1337), repose sur ses immenses stocks d'or, issus essentiellement des exploitations locales. À cette époque, suivant des estimations récentes du British Museum, le stock d'or malien représente environ la moitié de l'or qui a été extrait dans le monde. Le souverain se fait connaître notamment en 1324, lors de son hajj, en se faisant accompagner par une escorte très imposante comprenant entre autres quinze tonnes d'or pur convoyées par cent chameaux,.
Par la suite, durant des siècles, le potentiel aurifère du Mali reste inexploité. L'instabilité politique, le cours de l'or, et l'enclavement du pays détournent les investisseurs de ce potentiel.
Ce n'est qu'en 1984 que l'exploitation récente commence avec la hausse progressive des cours, avant l'explosion de ces derniers au début des années 2000.
De cinq exploitations en 2005 et sept en 2010, le Mali est passé à quatorze mines actuellement en activité.

## Géographie
Au XXIe siècle, l'exploitation de l'or se déroule principalement deux zones très éloignées géographiquement. L'immense majorité de l'or est extrait dans les régions de Kayes, Koulikoro et Sikasso, à l'extrême sud-ouest, dans le Sahel, près des frontières du Sénégal, de la Guinée et de la Côte d'Ivoire. En 2020, la région de Kayes constitue de loin la zone la plus fructueuse, avec 77 % de la production nationale. On y trouve notamment les mines de Yatela, de Morila et de Sadiola ; ces deux dernières représentaient en 2015 à elles seules les quatre cinquièmes de la production nationale,  avant que celle de Morila ne ferme en 2017. De l'or est également extrait dans l'extrême nord-est du pays, dans la région de Kidal, en plein Sahara.

## Exploitation

### Exploitation légale
En 2019, la production aurifère officielle annuelle s'élève à 65 tonnes.
Il existe 14 entreprises exploitantes en 2021, dont les principales sont Hummingbird Resources, Randgold Resources et Cora Gold (Royaume-Uni), AngloGold Ashanti (Afrique du Sud), B2Gold (en), IamGold, Endeavour Mining (Canada), Resolute Mining (Australie).
En 2020, la production officielle, extraite dans treize mines, se maintient et croît même très légèrement avec 65,2 tonnes,. En 2021, la production baisse légèrement (63,4 tonnes), dont les deux tiers sont assurés par trois entreprises : Barrick, B2Gold (Canada) et Resolute Mininget (Australie).

### Exploitation illégale
La production artisanale est estimée à six tonnes en 2020 et 2021,,. Selon d'autres sources, environ trois cent cinquante sites sont répertoriés à cette date et produisent dix à quinze tonnes annuelles.
La quasi-totalité de l'or est exportée vers Dubaï et plus généralement les Émirats arabes unis. Or les stocks aurifères reçus par ce dernier pays sont systématiquement supérieurs d'environ 25 % aux quantités officiellement déclarées par les douanes maliennes : ainsi, en 2013, 50 tonnes reçues pour 40 déclarées ; l'année suivante, 60 reçues pour 45 déclarées.
De nombreuses entreprises chinoises exploitent en particulier les cours d'eau de l'ouest du pays, avec des techniques fortement mécanisées (dragues, engins de chantier, barrages), sans permis et en laissant les terrains excavés totalement défoncés.
Selon les autorités maliennes, ce sont 15 tonnes par an de production artisanale d’or qui sortent clandestinement du pays.
Les autorités maliennes ont annoncé en 2021 de nouvelles règles pour mieux contrôler l’extraction artisanale de l’or. Le pays prévoit d’exiger des permis pour les petits mineurs et la création de 200 coopératives pour que les intermédiaires commerciaux rentrent dans le circuit formel.

### Perspectives
Les réserves estimées sont modestes, d'environ 800 tonnes.

## Contribution à l'économie malienne

### Emploi
Le secteur industriel emploie 11 000 salariés en 2019.
En ce qui concerne les exploitations artisanales, les 350 placers répertoriés en 2019 sont exploités par 500 000 orpailleurs, qui font vivre des millions de personnes. En 2016, le secteur minier emploie au total 450 000 mineurs, plus 2 400 000 autres travailleurs.

### Dividendes, redevances, taxes et impôts
En 2018, le secteur représente 7 % du PIB, 25 % du budget de l'État et 75 % du montant des exportations maliennes.
Le secteur légal contribue à l’économie nationale par les impôts, les taxes et les redevances que ces sociétés versent à l’État malien. Ces versements représentent ainsi 25 % du budget de l'État.
La participation de l’État dans les exploitations minières industrielles, indispensable pour toucher les dividendes, plafonne à 20 % faute de volonté et de capacité de ce dernier à participer aux investissements.
L'exploitation dans la région de Kayes, où se situe l'essentiel de l'exploitation, ne profite guère aux villages environnants car ces derniers ne perçoivent qu'environ un milliard de francs CFA et n'ont pas bénéficié de la mise en place d'infrastructures.
Des Maliens estiment que ce manque de retombées est le résultat d'un plan délibéré de la Banque mondiale visant à placer le Mali, comme d'autres pays en développement, sous la coupe de multinationales qui profitent d'un droit minier laxiste,.

## Le Mali, plaque tournante de la contrebande de l'or extrait en Afrique de l'Ouest
Le Mali n'applique la taxe à l'exportation de 3 % qui est la norme dans la région que sur les cinquante premiers kilogrammes mensuels d'or. Cette fiscalité très accommodante favorise la contrebande puisque les négociants des pays limitrophes ont intérêt faire pénétrer l’or en contrebande au Mali de manière à payer moins de taxe que dans le pays où l'or a été extrait,. Le Mali prive ainsi ses voisins d'importants revenus fiscaux.
De plus, il n’existe au Mali aucune obligation de vendre son or à la Banque centrale – contrairement à d’autres pays voisins.
Finalement, on estime que 80 % de l’or artisanal de la chaîne d’approvisionnement malienne provient en fait du Sénégal.
L’or commercialisé illégalement entre le Mali et Dubaï est transporté manuellement par des coursiers qui convoient en moyenne 10 kilos par voyage. L'or rentre légalement dans le pays en remplissant simplement un formulaire de douane, sans taxe prélevée.
De 2013 à 2015, le Mali a été le premier vendeur africain d'or aux Émirats Arabes Unis avant d'être dépassé en 2016 par la Libye et le Soudan.

## Dommages sociaux et écologiques des exploitations artisanales

### Travail des enfants
En 2011, un rapport estime qu'au moins vingt mille enfants sont employés dans des exploitations illégales d'orpaillage. Ils sont notamment soumis à la toxicité du mercure et travaillent dans des conditions très dures. Certains aident leurs parents à la tâche, mais d'autres s'emploient chez des étrangers,. Le travail des enfants concerne environ à parts égales les deux sexes. Le gouvernement malien, mis en demeure d'empêcher le travail infantile par des ONG, n'y parvient pas.
Les enfants sont employés pour une bonne partie dans le terrassement, les tunnels creusés dépassant souvent trente mètres de profondeur. Les mesures de sécurité prises pour protéger les personnes chargées de l'excavation sont inexistantes. Dans certaines exploitations, les enfants les plus jeunes ne sont pas envoyés au fond, mais sont chargés de remonter la terre à l'aide de seaux, ou bien de la transporter sur le lieu de lavage et du tri. Pour remédier aux douleurs physiques que ce travail occasionne, des remèdes traditionnels, généralement inefficaces, sont proposés aux enfants. D'autres encore sont chargés du broyage du minerai, activité parfois mécanisée mais impliquant des produits chimiques dont les vapeurs sont toxiques. Enfin, le lavage du minerai est plus particulièrement exécuté par les filles, souvent en présence de mercure, dont la dangerosité n'est pas toujours connue ni des enfants, ni de ceux qui les encadrent,.
La prostitution est une conséquence de l'exploitation aurifère et touche un pourcentage élevé de mineures.

### Financement potentiel de groupes terroristes djihadistes locaux
Dans le nord-est, près de Tessalit, les salafistes djihadistes prélèveraient des taxes sur la vente d'or.
Les djihadistes sont également présents dans le Sud-Ouest du Mali, notamment près de Kayes, mais leur présence, plus récente (à partir de 2019 et 2020), n'a pas abouti à les rendre capables de profiter des gisements d'or.
Depuis 2020, les groupes terroristes n'hésitent plus à attaquer des convois ou des sites miniers des régions sahéliennes.

### Pollution
À l'ouest du pays, à partir de 2018, une partie de l'orpaillage est réalisée par des travailleurs chinois en toute illégalité, avec des moyens techniques importants, notamment des engins de terrassements, des dragues et des plates-formes mécaniques de lavage de minerai. Ils construisent également des barrages de rétention qui empêchent le bon écoulement de l'eau. Des orpailleurs locaux, principalement burkinabés et maliens, sont également présents, beaucoup moins outillés mais utilisant du cyanure et du mercure qui polluent durablement les cours d'eau. La population locale, qui pratique elle-même l'orpaillage, est impuissante et dénonce ces pratiques sur les réseaux sociaux, puis dans les médias.
Le nouveau code minier malien, adopté en novembre 2020, comporte des paragraphes plus restrictifs que l'ancien au regard de la protection de l’environnement. L'article 44 interdit ainsi « l’exploitation de substances minérales dans les lits des cours d’eau par dragage, ainsi que par toute autre méthode ». Des visites ministérielles impromptues permettent parfois la saisie de matériel illégal ; mais les orpailleurs reviennent après le départ des autorités.

### Accusation de vol de l'or par des puissances étrangères
L'armée française a été la cible d'un montage photo en 2019 supposé prouver que celle-ci exploitait clandestinement les ressources aurifères du Mali. Ce montage, qui reprenait des photos d'origine très diverses, s'est révélé être une fake news.